# Sến mật
Sến mật, sến dưa, sến giũa, sến ngũ điểm, sến năm ngón, chên, có danh pháp hai phần là Madhuca pasquieri, là một loài thực vật thuộc họ Hồng xiêm. Cây sến phân bố ở Việt Nam và Trung Quốc. Đây là loài cây đang bị đe dọa môi trường sống.

## Mô tả
Sến là cây gỗ lớn, có thể cao 30m đến 35m. Phiến lá hình trứng ngược hay hình bầu dục dài, dài 6–16 cm, rộng 2–6 cm, đầu tù và có mũi nhọn rộng. Cụm hoa ở nách lá các lá trên, thường gồm 2-3 hoa; hoa có tràng nhẵn màu vàng. Quả hình bầu dục hay gần hình cầu, dài 2,5–3 cm; hạt hình trứng.
Cây sến mật sinh trưởng chậm, ưa đất tốt và ẩm, ra hoa vào tháng 1-3; có quả chín tháng 11-12. Cây tái sinh bằng hạt và chồi.

## Phân bố
Sến mật phân bố ở Vân Nam (Trung Quốc) và Việt Nam. Ở Việt Nam, cây mọc rải rác trong các rừng rậm nhiệt đới từ Lào Cai, Lạng Sơn đến Quảng Bình. Đặc biệt ở khu vực Tam Quy (Hà Trung, Thanh Hóa), cây sến mọc tập trung thành rừng thuần hoặc hỗn giao với cây lim xanh.

## Công dụng
- Gỗ: Gỗ màu đỏ nâu, cứng, khó gia công, dễ nẻ, chịu cường độ lực lớn[2]. Gỗ sến mật được xếp vào nhóm tứ thiết cùng với Đinh (thực vật), Lim và Táu[1].
- Hạt: chứa 30-35% dầu béo, có thể dùng ăn hay dùng trong công nghiệp[1].
- Lá: có thể nấu thành cao để chữa bỏng[1].
- Rễ.

## Hình ảnh

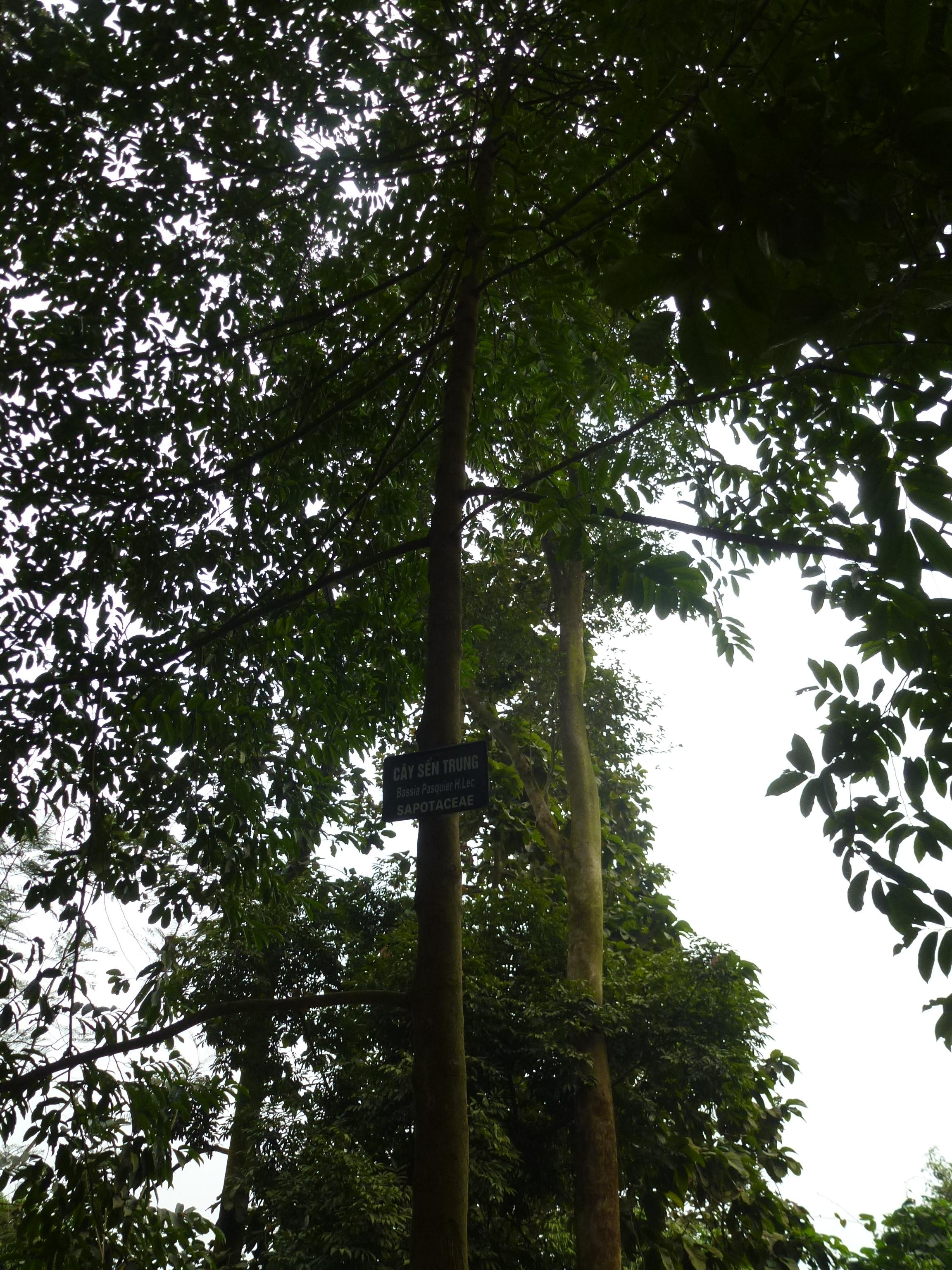